# Bobosaurus
Bobosaurus forojuliensis
Genre
Espèce
Bobosaurus est un genre fossile de pistosaures.
Le genre est resté monotypique et la seule espèce connue est Bobosaurus forojuliensis.

## Historique
Le genre Bobosaurus et l'espèce Bobosaurus forojuliensis sont décrits en 2006 par le paléontologue italien Fabio M. Dalla Vecchia (d),,.

### Fossiles
Selon Paleobiology Database en 2024, le genre Bobosaurus a une seule collection référencée de fossiles. Cette collection est du Julien du Trias supérieur, c'est-à-dire date de 235 à 232 Ma avant notre ère.

### Découverte
Il est basé sur l'holotype MFSN 27285, un squelette partiel trouvé dans des roches de l'âge du Carnien inférieur (début du Trias supérieur) de la formation de Rio del Lago, dans le nord-est de l'Italie. Bobosaurus a été nommé en 2006 par Fabio M. Dalla Vecchia et l'espèce type est B. forojuliensis. Il pourrait s'agir d'un pistosauridé, ou plus proche de Plesiosauria. Une analyse cladistique récente a révélé qu'il s'agissait d'un pistosaure.

## Description
C'était un animal relativement grand, mesurant plus de 3 m de longueur.

## Classification
Ci-dessous, le cladogramme des Pistosauroidea basé d'après Ketchum & Benson (2011) :
|  | Bobosaurus                                                     |
|  |                                                                |
|  | Pistosaurus                                                    |
|  |                                                                |
|  | Yunguisaurus                                                   |
|  |                                                                |
|  | \| \| Augustasaurus \| \| \| \| \| \| Plesiosauria \| \| \| \| |
|  |                                                                |
|  | Augustasaurus                                                  |
|  |                                                                |
|  | Plesiosauria                                                   |
|  |                                                                |

|  | Augustasaurus |
|  |               |
|  | Plesiosauria  |
|  |               |

|  | Bobosaurus                                                     |
|  |                                                                |
|  | Pistosaurus                                                    |
|  |                                                                |
|  | Yunguisaurus                                                   |
|  |                                                                |
|  | \| \| Augustasaurus \| \| \| \| \| \| Plesiosauria \| \| \| \| |
|  |                                                                |
|  | Augustasaurus                                                  |
|  |                                                                |
|  | Plesiosauria                                                   |
|  |                                                                |

|  | Augustasaurus |
|  |               |
|  | Plesiosauria  |
|  |               |

|  | Bobosaurus                                                     |
|  |                                                                |
|  | Pistosaurus                                                    |
|  |                                                                |
|  | Yunguisaurus                                                   |
|  |                                                                |
|  | \| \| Augustasaurus \| \| \| \| \| \| Plesiosauria \| \| \| \| |
|  |                                                                |
|  | Augustasaurus                                                  |
|  |                                                                |
|  | Plesiosauria                                                   |
|  |                                                                |

|  | Augustasaurus |
|  |               |
|  | Plesiosauria  |
|  |               |

|  | Bobosaurus                                                     |
|  |                                                                |
|  | Pistosaurus                                                    |
|  |                                                                |
|  | Yunguisaurus                                                   |
|  |                                                                |
|  | \| \| Augustasaurus \| \| \| \| \| \| Plesiosauria \| \| \| \| |
|  |                                                                |
|  | Augustasaurus                                                  |
|  |                                                                |
|  | Plesiosauria                                                   |
|  |                                                                |

|  | Augustasaurus |
|  |               |
|  | Plesiosauria  |
|  |               |

### Publication originale
- Fabio M. Dalla Vecchia, « A new sauropterygian reptile with plesiosaurian affinity from the Late Triassic of Italy », Rivista Italiana di Paleontologia e Stratigrafia, vol. 112, no 2,‎ 2006, p. 207–225 (DOI 10.13130/2039-4942/6337, lire en ligne [archive du 7 juin 2011])